# 12722 Petrarca
12722 Petrarca este un asteroid din centura principală de asteroizi.

## Descriere
12722 Petrarca este un asteroid din centura principală de asteroizi. A fost descoperit pe 10 august 1991 la Observatorul La Silla de Eric Walter Elst. El prezintă o orbită caracterizată de o semiaxă mare de 2,31 ua, o excentricitate de 0,15 și o înclinație de 3,3° în raport cu ecliptica.